# Colombine wonga
Leucosarcia melanoleuca
Genre
Espèce
Statut de conservation UICN

 LC  : Préoccupation mineure
La Colombine wonga (Leucosarcia melanoleuca) est une espèce d'oiseaux de la famille des Columbidae, l'unique représentante du genre Leucosarcia.
Auparavant, on la trouvait dans la région de Cairns ainsi que les monts Dandenong, mais en raison du défrichage, de la chasse dans les années 1940 pour la protection des cultures et de la prédation des renards, on ne les trouve plus que rarement dans ces régions quoique la situation soit en voie d'amélioration.

## Description
Sa longueur varie de 38 à 40 centimètres pour un poids de 250 g. La colombine wonga est une grand pigeon trapu, avec un cou court, de grandes ailes et une longue queue.  Le dos est gris-bleu, la tête blanc-crème, le ventre est blanc parsemé de taches gris foncé avec un V blanc sur la poitrine. Les yeux, rouge-brun, sont cerclés d'un anneau rose. Les pattes sont rouges. Les deux sexes sont identiques mais les juvéniles sont plus foncés avec un V moins marqué.

## Mode de vie
Ce sont des oiseaux sédentaires, vivant dans des zones où la nourriture est abondante, très discrets, qu'on entend plus qu'on ne voit, s'envolant en produisant de grands claquements d'ailes si on les dérange. On les trouve souvent sur le sol à la recherche de nourriture dans les forêts tropicales, les forêts d'eucalyptus humides, les forêts côtières, les aires de pique-nique, les sentiers de randonnée, les parkings et les jardins.

## Alimentation
Leur régime alimentaire se compose de fruits, de baies, de graines et d'insectes.

## Roucoulement
Le roucoulement est un son fort, très aigu. Il est tenu pendant de longues secondes et répété pendant de longues périodes pouvant aller jusqu'à deux heures. En période d'accouplement, les mâles s'inclinent devant les femelles avec un roucoulement plus doux, plus roulé.

## Reproduction
La Colombine wonga est monogame et niche entre octobre et janvier. Elle construit un nid de brindilles de 30 centimètres de diamètres situé entre 3 et 20 mètres au-dessus du sol et défendu par les deux parents. Le pigeon utilise parfois des nids abandonnés ou provenant du Carpophage à double huppe ou du Podarge gris. La femelle pond généralement deux gros (jusqu'à 4 centimètres de longueur) œufs par couvée. Leur incubation dure dix-huit jours.

### Sources
- (en) Cet article est partiellement ou en totalité issu de l’article de Wikipédia en anglais intitulé « Wonga Pigeon » (voir la liste des auteurs).